# Gaku Arao
Gaku Arao (荒尾岳?, Arao Gaku; Toyama, 15 gennaio 1987) è un cestista giapponese.

## Carriera
Con il Giappone ha disputato i Campionati asiatici del 2015.